# Шумейко, Александр Иванович
Александр Иванович Шумейко (2 апреля 1956 — 14 мая 2014) — киргизский футбольный тренер и функционер.

## Биография
Об игровой карьере сведений нет[уточнить].
В 1995 году работал главным тренером олимпийской сборной Кыргызстана, под его руководством команда в отборочном турнире Олимпиады-1996 набрала 4 очка в 6 матчах и заняла последнее место, отобрав очки у Таджикистана (5:4) и Казахстана (2:2), остальные матчи были проиграны.
В 1997—1999 годах тренировал «Алгу-ПВО»/«СКА ПВО», под его руководством команда стала трёхкратным серебряным призёром чемпионата Кыргызстана и трёхкратным обладателем Кубка страны.
По состоянию на 2007 год — председатель контрольно-дисциплинарного комитета Федерации футбола КР, позднее — заместитель председателя. По состоянию на 2009 год работал детским тренером в «Абдыш-Ате». Также работал инспектором на матчах чемпионата страны, преподавал на судейских курсах.
Скончался в Бишкеке 14 мая 2014 года.